# Battle (breakdance)
La battle è una sfida che avviene fra b-boy o b-girl (ovvero ballerini di break dance). È parte integrante della cultura del b-boying e può prendere la forma del cypher battle (o "sfida nel cerchio") e del contest (battle organizzato). Entrambe le tipologie di battle sono un testa a testa fra singoli o gruppi di ballerini che tentano di sconfiggersi l'un l'altro.

## Tipologie di Battle

### Cypher battle
Il cypher (o "cerchio") è il nome dato a un gruppo di b-boy e b-girl che si alternano ballando al centro di esso. Non ci sono giudici (eccetto i partecipanti al cypher stesso), regole o restrizioni formali, solamente regole non scritte. Sebbene le persone non si combattano sempre nel cerchio, ci sono molte volte in cui le battle vi nascono. Il b-boying è nato nel cypher e solo dopo si sono sviluppate battle organizzate. Questo tipo di battle rispecchia il b-boying delle origini e spesso assume un tono molto più provocatorio e personale. Il battle continua fino a quando non finisce per diverse ragioni, come l'ammissione di resa di uno dei contendenti. La cultura del cerchio è più presente nelle comunità con una forte conoscenza della cultura hip hop originale. La battle nel cerchio è anche un modo per i b-boy di risolvere questioni personali fra loro, sia individuali sia di gruppo.

### Contest battle
I contest invece impongono una struttura per lo svolgimento delle battle come:
- Il limite di tempo o del numero di ballerini per ogni gruppo (1 contro 1, 2 contro 2, 8 contro 8 ecc.);
- Il limite sulle categorie di mosse da eseguire (es: battle di footwork);
- Il limite sul numero di entrate da eseguire per ogni individuo.

I contest hanno anche dei giudici, che sono scelti di solito in base agli anni di esperienza, alla conoscenza, al contributo dato alla scena e l'abilità di giudicare in maniera obiettiva. In alcune occasioni anche persone che non praticano la break-dance possono essere scelti come giudici dagli organizzatori, e questi tipi di eventi sono spesso boicottati dalla comunità dei b-boy. I contest sono più pubblicizzati e conosciuti nel mainstream e includono eventi di livello internazionale come il Battle of the Year, UK B-boy Championship, Redbull BC One, Freestyle Session e R-16.

### Octagon
L'octagon, inventato da Alien Ness, è una tipologia di contest che prevede una sfida 1 contro 1 all'interno di un ottagono descritto da nastri segnaletici attaccati a 8 birilli. Le regole impongono di ballare sia dentro sia fuori dall'ottagono, senza far muovere i birilli, pena l'eliminazione diretta e la vincita immediata dell'avversario. I criteri di valutazione della giuria, tengono conto positivamente delle mosse eseguite in maniera ravvicinata ai bordi dell'ottagono. Questa tipologia di battle, seppur giovane, si sta diffondendo in tutto il mondo grazie ad un tour europeo promosso da Eastpack e guidato dallo stesso Alien Ness.

### Seven 2 Smoke
Variante delle battle 1 vs 1 dove sette b-boy si sfidano fra di loro a rotazione. Uno dei sette b-boy viene estratto per iniziare, mentre gli altri si dispongono in una fila prestabilita che indica l'ordine d'ingresso. Il b-boy sorteggiato esegue un'entrata contro il primo b-boy della fila, il quale risponde a sua volta. La giuria in pochi secondi emette un verdetto. Chi vince conquista un punto e rimane il "campione", mentre l'altro scorre all'ultimo posto della fila d'ingresso. Il contest procede in questo modo e l'ordine d'ingresso si modifica in base ai risultati delle singole sfide. Termina quando un b-boy raggiunge i 7 punti o quando scade il tempo (generalmente 30 minuti) e chi ha totalizzato più punti è decretato vincitore.